# ガリソンダム
ガリソンダム（英: Garrison Dam）は、アメリカ合衆国ノースダコタ州に存在するダム。

## 概要

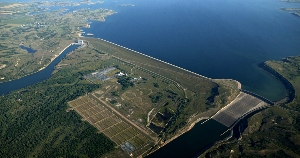
ガリソン・ダムの提体

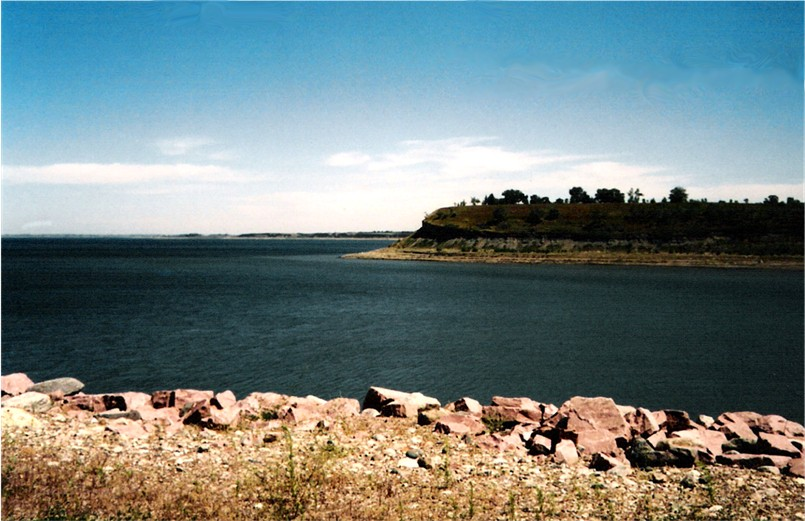
ガリソン・ダムの貯水池

ミズーリ川に1945年に建設開始、1956年に完成したアースフィルダム。堤高は62メートルに及び、ダム貯水池の完成により多くの町やインディアン居留地が水没することとなった。インディアン側の抵抗は強く建設を担当したアメリカ陸軍工兵隊と対立、交渉が行われた。1948年にインディアンと陸軍工兵隊との間で協定が結ばれたものの、貯水池の利用を制限するなど厳しい条件が付けられた。
1951年のMHA部族議長のコメントは、マンダン#ダム建設を参照のこと。